# Boneyard (película)
Boneyard es una película estadounidense de suspenso y crimen dirigida por Asif Akbar, producida por Colin Bates, Tamas Nadas, Asif Akbar y Vincent E. McDaniel, y protagonizada por Mel Gibson y 50 Cent. Está basada en los asesinatos de West Mesa.
La película se estrenó en cines selectos de Estados Unidos el 5 de junio de 2024, y en video bajo demanda el 2 de julio.

## Sinopsis
Un agente del FBI (Gibson) y el jefe de policía de Albuquerque (Jackson) están a la caza de un asesino en serie conocido como The Bone Collector, pero el jefe teme que el asesino sea en realidad uno de sus propios oficiales.

## Reparto
- Mel Gibson como el agente Petrovick
- Curtis Jackson como Jefe Carter
- Brian Van Holt como el detective Ortega
- Nora Zehetner como detective Young
- Gabrielle Haugh como Selena

## Producción
Colin Bates produce la película con Vincent E. McDaniel. La película está basada en los hechos reales del asesino en serie conocido como Bone Collector. Está dirigida por Asif Akbar, quien también escribió el guion con Vincent E. McDaniel, Hank Byrd y Koji Steven Sakai, a partir de una historia de Vincent E. McDaniel. La película está basada en los hechos reales de los asesinatos de West Mesa.
La fotografía principal comenzó en Las Vegas en 2023. La película es distribuida por Lionsgate.

## Estreno
Boneyard se estrenó en cines selectos de los Estados Unidos el 5 de junio de 2024 y en video bajo demanda el 2 de julio.